# Fastlane (2021)
Fastlane (2021) foi um evento de wrestling profissional transmitido em formato pay-per-view e pelo WWE Network produzido pela WWE e contou com lutadores das marcas Raw e SmackDown. O evento aconteceu em 21 de março de 2021 e foi transmitido no WWE ThunderDome, hospedado no Tropicana Field em St. Petersburg, Flórida. Esse foi o sexto evento da cronologia do Fastlane e o primeiro desde 2019. Também foi o primeiro evento a ser transmitido pelo Peacock nos Estados Unidos, e o último a estar disponível na versão autônoma do WWE Network nos EUA, a partir de 4 de abril, os assinantes americanos só poderão acessar o WWE Network via Peacock.
Oito lutas foram disputadas no evento, incluindo uma no pré-show. No evento principal, Roman Reigns derrotou Daniel Bryan para reter o Universal Championship com Edge como o enforcer especial. Em outras lutas importantes, Drew McIntyre derrotou Sheamus em uma luta No Holds Barred, Big E derrotou Apollo Crews para reter o Intercontinental Championship e Alexa Bliss derrotou Randy Orton em uma luta intergender graças ao retorno de "The Fiend" Bray Wyatt após uma ausência de três meses.

## Produção

### Conceito
Fastlane é um evento pay-per-view (PPV) e do WWE Network produzido pela primeira vez pela WWE em 2015. O nome do evento é uma referência à sua posição na "Road to WrestleMania ", a ser realizada no período de dois meses entre o Royal Rumble e o principal evento da WWE; os dois primeiros eventos Fastlane foram realizados em fevereiro antes de passar para março. O evento foi realizado anualmente até 2020, quando o Fastlane foi removido da programação para permitir que a WWE realizasse o Super ShowDown daquele ano, mas o Fastlane foi reintegrado em 2021. Este foi o sexto evento na cronologia do Fastlane, e contou com lutadores das marcas Raw e SmackDown.
Em 25 de janeiro de 2021, a WWE anunciou que o WWE Network seria distribuído exclusivamente pela Peacock nos Estados Unidos como parte de um novo acordo com a NBCUniversal, que transmite o Monday Night Raw e o NXT na USA Network. O WWE Network se tornará seu próprio canal premium sob o comando do Peacock, enquanto os assinantes do Peacock Premium terão acesso sem custo adicional; outros países manterão o atual serviço separado do WWE Network, distribuído pela própria promoção. Esta fusão entrará em vigor em 18 de março, tornando o Fastlane o primeiro pay-per-view sob este novo acordo. A versão autônoma do WWE Network nos EUA continuará a existir junto com o canal do WWE Network no Peacock até 4 de abril, após o qual, estará disponível apenas através do Peacock para assinantes dos EUA, tornando o Fastlane o último evento a ir ao ar a versão autônoma do WWE Network nos Estados Unidos antes de ser encerrado.

### Impacto da pandemia de COVID-19
Como resultado da pandemia de COVID-19, a WWE teve que apresentar a maior parte de sua programação para Raw e SmackDown de um cenário a portas fechadas no WWE Performance Center em Orlando, Flórida, começando em meados de março de 2020, embora no final de maio, a promoção começou a usar lutadores do Performance Center para servir como público ao vivo, que foi expandido para amigos e familiares dos lutadores em meados de junho. Em 17 de agosto, a WWE anunciou que todos os shows futuros e pay-per-views seriam realizados no Amway Center de Orlando pelo "futuro previsível", começando com o episódio de 21 de agosto do SmackDown. Além disso, os programas agora apresentam uma nova experiência de visualização de fãs chamada " ThunderDome ", que utiliza drones, lasers, pyro, fumaça e projeções. Aproximadamente 1.000 placas de LED foram instaladas para permitir que os fãs participem virtualmente dos eventos gratuitamente e sejam vistos nas filas e mais filas de placas de LED. O áudio da arena também é mixado com o dos fãs virtuais para que os gritos dos fãs possam ser ouvidos. Após o término do contrato com o Amway Center, a WWE transferiu o ThunderDome para o Tropicana Field em St. Petersburg, Flórida, que começou com o episódio de 11 de dezembro do SmackDown.

### Rivalidades
O Fastlane foi composto por seis lutas, incluindo uma no pré-show, que resultaram de enredos roteirizados, onde os lutadores retrataram heróis, vilões ou personagens menos distinguíveis em eventos roteirizados que criaram tensão e culminaram em uma luta ou série de lutas. Os resultados foram pré-determinados pelos escritores da WWE nas marcas Raw e SmackDown, enquanto as histórias foram produzidas nos programas semanais de televisão da WWE, Monday Night Raw e Friday Night SmackDown.
No Elimination Chamber, Daniel Bryan venceu a luta Elimination Chamber do SmackDown, que lhe rendeu uma luta pelo Universal Championship contra Roman Reigns, que rapidamente derrotou Bryan para reter o título. Após a luta, o vencedor do Royal Rumble Edge apareceu e aplicou um Spear em Reigns, indicando sua escolha de desafiar Reigns pelo Universal Championship na WrestleMania 37. No SmackDown seguinte, Reigns, acompanhado por seu conselheiro especial Paul Heyman e seu primo Jey Uso, afirmou que Edge arruinou sua vitória sobre Bryan, que interrompeu. Bryan zombou de Reigns por defender seu título contra ele logo após ter vencido o Elimination Chamber, e ficou confuso quanto ao motivo de Reigns querer defender o título na segunda luta do evento em vez de no evento principal. Bryan então desafiou Reigns para outra luta pelo título no Fastlane. Jey interveio e afirmou que Bryan perdeu e teria que ganhar outra oportunidade como todos os outros e, em seguida, desafiou Bryan para uma luta. Nos bastidores, Edge confrontou o oficial da WWE Adam Pearce e questionou o fato de Bryan receber uma disputa pelo título antes dele, mesmo tendo vencido a luta Royal Rumble em que Bryan também competiu. Pearce decidiu que Bryan só conseguiria uma luta pelo Universal Championship no Fastlane se derrotasse Jey em sua luta naquela noite. No evento principal, no entanto, a luta entre Bryan e Jey terminou em duplo count-out. Uma revanche na semana seguinte foi disputada em uma luta steel cage onde se Bryan ganhasse, ele receberia a luta pelo título, mas se Jey ganhasse, Bryan teria que reconhecer Reigns como o "Tribal Chief" e "Head of the Table"; Bryan derrotou Jey para ganhar a luta pelo Universal Championship contra Reigns no Fastlane. Após a assinatura do contrato oficial para a luta no episódio de 12 de março, uma luta entre Edge e Jey foi agendada para a semana seguinte para determinar quem se tornaria o enforcer especial convidado durante a luta pelo título. Na semana seguinte, Edge derrotou Jey Uso para se tornar o enforcer especial.
Depois de não conseguir conquistar o Intercontinental Championship de Big E em janeiro, Apollo Crews tornou-se heel e começou a abraçar suas raízes reais nigerianas, incluindo falar com sotaque nigeriano. No SmackDown de 19 de fevereiro, após a derrota de Crews para Shinsuke Nakamura, onde Big E estava comentando, Crews atacou Nakamura após a luta. Big E ajudou Nakamura, porém, Crews atacou Big E com os degraus de aço, deixando-o fora de ação por algumas semanas. Big E voltou no episódio de 12 de março e chamou Crews, que não respondeu. Big E então lançou um desafio aberto pelo Intercontinental Championship, onde reteve o título contra Sami Zayn. Após a luta, Crews pegou Big E de surpresa e o atacou com os degraus de aço mais uma vez. Big E foi posteriormente escalado para defender o Intercontinental Championship contra Crews no Fastlane.
No episódio de 1 de fevereiro do Raw, Sheamus se voltou contra seu amigo Drew McIntyre, declarando que ele não era mais seu amigo e queria o WWE Championship. Mais tarde naquela mesma noite, McIntyre aceitou o desafio de Sheamus para uma luta um-a-um. McIntyre foi então escalado para defender o título em uma luta Elimination Chamber no Elimination Chamber, na qual Sheamus também era um participante; McIntyre manteve o título, mas depois o perdeu para The Miz, que usou seu contrato do Money in the Bank depois que McIntyre foi atacado por Bobby Lashley. McIntyre voltou no episódio do Raw de 1º de março, onde ele finalmente enfrentou Sheamus em sua prometida luta um-a-um que McIntyre venceu. Uma revanche na semana seguinte foi disputada como uma luta sem desqualificação; no entanto, terminou com a paralisação do árbitro. No episódio de 15 de março, outra luta entre os dois foi agendada para o Fastlane como uma luta No Holds Barred.
No TLC: Tables, Ladders & Chairs em dezembro de 2020, Randy Orton derrotou "The Fiend" Bray Wyatt em uma luta Firefly Inferno. Após a luta, Orton derramou gasolina no corpo de The Fiend e o incendiou. Após este incidente, Alexa Bliss, que se alinhou com The Fiend meses antes, começou a assombrar Orton semanalmente, fazendo com que ele perdesse várias lutas. No Raw de 15 de março, Bliss desafiou Orton para uma luta intergender no Fastlane, e Orton aceitou na esperança de livrar Bliss de sua vida.
No Elimination Chamber, Riddle venceu o United States Championship derrotando o então campeão Bobby Lashley e John Morrison em uma luta triple threat. No Raw de 1º de março, Mustafa Ali do Retribution derrotou Riddle em uma luta sem título. Ali então recebeu uma luta pelo título contra Riddle no episódio de 15 de março, onde Riddle venceu.  Após o show, Ali desafiou Riddle para outra luta pelo título no Twitter, que mais tarde foi agendada para o pré-show do Fastlane.

## Evento
| Função:                   | Nome:                     |
| ------------------------- | ------------------------- |
| Comentaristas em inglês   | Michael Cole (SmackDown)  |
| Comentaristas em inglês   | Corey Graves (SmackDown)  |
| Comentaristas em inglês   | Tom Phillips (Raw)        |
| Comentaristas em inglês   | Samoa Joe (Raw)           |
| Comentaristas em inglês   | Byron Saxton (Raw)        |
| Comentaristas em espanhol | Carlos Cabrera            |
| Comentaristas em espanhol | Marcelo Rodriguez         |
| Anunciadores de ringue    | Greg Hamilton (SmackDown) |
| Anunciadores de ringue    | Mike Rome (Raw)           |
| Árbitros                  | Danilo Anfibio            |
| Árbitros                  | Shawn Bennett             |
| Árbitros                  | Jessika Carr              |
| Árbitros                  | John Cone                 |
| Árbitros                  | Dan Engler                |
| Árbitros                  | Darrick Moore             |
| Árbitros                  | Chad Patton               |
| Árbitros                  | Rod Zapata                |
| Entrevistadora            | Sarah Schreiber           |
| Painel do pré-show        | Kayla Braxton             |
| Painel do pré-show        | Jerry Lawler              |
| Painel do pré-show        | Peter Rosenberg           |
| Painel do pré-show        | Booker T                  |

### Pré-show
Durante o pré-show do Fastlane, Riddle defendeu o United States Championship contra Mustafa Ali (acompanhado por seus colegas do Retribution, T-Bar, Mace, Slapjack e Reckoning). No final, Riddle executou um Bro-Derek em Ali da corda superior para reter o título. Após a luta, Ali gritou com Reckoning e Slapjack, fazendo com que eles o abandonassem, após o que Mace e T-Bar atacaram Ali com um Chokeslam duplo.

### Lutas preliminares
O pay-per-view começou com Nia Jax e Shayna Baszler (acompanhadas por Reginald) defendendo o WWE Women's Tag Team Championship contra a Campeã Feminina do SmackDown Sasha Banks e Bianca Belair. No clímax, quando Banks aplicou um Bank Statement em Baszler, Belair atacou Jax para evitar que Jax quebrasse a submissão, no entanto, Jax empurrou Belair em cima de Banks, anulando a submissão. Enquanto Banks estava discutindo com Belair, Baszler aproveitou e fez um roll-up em Banks que estava distraída para reter o título. Após a luta, Banks culpou Belair pela derrota e deu um tapa em Belair antes de partir para os bastidores.
Após a luta, os comentaristas falaram sobre a luta agendada entre Shane McMahon e Braun Strowman, após a qual, imagens do início do dia mostraram que Shane machucou a perna durante o treinamento. Após a filmagem, Shane saiu da sala do treinador empunhando uma muleta e com o joelho enrolado. Elias e Jaxson Ryker então abordaram Shane sobre fazer um show na WrestleMania. Shane então disse que tinha uma ideia.
Em seguida, Big E defendeu o Intercontinental Championship contra o Apollo Crews. Big E reverteu uma tentativa de imobilização de Crews em sua própria tentativa de imobilizar para reter o título. Após a luta, Crews atacou Big E.
Depois disso, Shane McMahon veio ao ringue e apresentou Elias (acompanhado por Jaxson Ryker). Shane permitiu que Elias fizesse uma prévia de seu show na WrestleMania, no entanto, depois que Elias começou a tocar sua guitarra, Shane o interrompeu e anunciou que Elias tomaria seu lugar em sua luta contra Braun Strowman, que então fez sua entrada. Strowman executou um Running Powerslam em Elias para vencer a luta.
Na luta seguinte, Seth Rollins enfrentou Shinsuke Nakamura. No clímax, Rollins aplicou um Black Magic Kick e um Curb Stomp em Nakamura para vencer a luta.
Depois disso, Drew McIntyre enfrentou Sheamus em uma luta No Holds Barred. McIntyre executou um Future Shock DDT em Sheamus em um monitor de televisão, antes de executar o Claymore Kick para vencer a luta.
Na penúltima luta, Randy Orton enfrentou Alexa Bliss em uma luta intergender. Antes da luta começar, Orton começou a cuspir um líquido preto. Durante a luta, Bliss usou poderes sobrenaturais, como fazer com que um equipamento de iluminação caísse e quase pousasse em Orton e atirasse uma bola de fogo em Orton. No final, "The Fiend" Bray Wyatt - que não tinha sido visto desde que Orton o incendiou no TLC: Tables, Ladders & Chairs em dezembro de 2020 - rasgou a lona do ringue, parecendo muito grotesco com a pele carbonizada. Bliss, que estava empoleirada no topo do tensor, empurrou Orton para The Fiend, que então atacou Orton com um Sister Abigail, permitindo que Bliss fizesse o pin Orton para vencer a luta.

### Evento principal
No evento principal, Roman Reigns (acompanhado por Paul Heyman) defendeu o Universal Championship contra Daniel Bryan com Edge como o enforcer especial. No clímax, Bryan acidentalmente incapacitou o árbitro, Reigns seguiu com um Spear e cobriu Bryan, eliminando Bryan por mais de uma contagem de 3, o que fez Edge assumir como oficial. Enquanto Bryan aplicou o Yes! Lock em Reigns, Jey Uso entrou no ringue e aplicou um Super Kick em Edge e Bryan, após o qual Jey pegou uma cadeira de aço. Jey foi atacar Bryan, que contra-atacou e atacou Jey com a cadeira. Enquanto Bryan tentava atacar Reigns com a cadeira, Reigns se abaixou e Bryan acidentalmente atingiu Edge. Bryan então aplicou o Yes! Lock em Reigns novamente fazendo com que Reigns desistisse, no entanto, um Edge enfurecido atacou Bryan e Reigns com a cadeira de aço antes de partir para os bastidores. Um segundo árbitro desceu e Reigns imobilizou Bryan para reter o título.

## Depois do evento

### Raw
No episódio da noite seguinte do Raw, Randy Orton tentou convocar "The Fiend" Bray Wyatt depois do que aconteceu no Fastlane. Alexa Bliss apareceu no palco segurando um jack-in-a-box sinalizando o retorno de The Fiend, depois disso, as luzes se apagaram. Quando eles voltaram, The Fiend estava no ringue. Orton aplicou um RKO em The Fiend, depois disso, Bliss caminhou até o ringue para provocar Orton. The Fiend então levantou-se e atacou Orton com um Sister Abigail. Bliss então apontou para o sinal da WrestleMania e uma luta entre The Fiend e Orton foi agendada para a WrestleMania 37.
Também em Raw, Shane McMahon, juntamente com Elias e Jaxson Ryker, continuou a provocar Braun Strowman, que apareceu e derrotou Elias em uma revanche. Shane então atacou Strowman com sua muleta, revelando que Shane fingiu sua lesão. Shane então recuou e Strowman desafiou Shane para uma luta na WrestleMania 37 e Shane aceitou.

### SmackDown
No episódio de 26 de março do SmackDown, Adam Pearce anunciou que Roman Reigns defenderia o Universal Championship contra Edge e Daniel Bryan em uma luta triple threat na WrestleMania 37.

## Resultados
| Nº                                          | Resultados                                                                         | Estipulações                                                                  | Tempo |
| ------------------------------------------- | ---------------------------------------------------------------------------------- | ----------------------------------------------------------------------------- | ----- |
| Pré- show                                   | Riddle (c) derrotou Mustafa Ali (com Retribution)                                  | Luta individual pelo WWE United States Championship                           | 9:16  |
| 1                                           | Nia Jax e Shayna Baszler (c) (com Reginald) derrotaram Sasha Banks e Bianca Belair | Luta de duplas pelo WWE Women's Tag Team Championship                         | 9:45  |
| 2                                           | Big E (c) derrotou Apollo Crews                                                    | Luta individual pelo WWE Intercontinental Championship                        | 5:45  |
| 3                                           | Braun Strowman derrotou Elias (com Jaxson Ryker)                                   | Luta individual                                                               | 3:50  |
| 4                                           | Seth Rollins derrotou Shinsuke Nakamura                                            | Luta individual                                                               | 12:55 |
| 5                                           | Drew McIntyre derrotou Sheamus                                                     | Luta No Holds Barred                                                          | 19:40 |
| 6                                           | Alexa Bliss derrotou Randy Orton                                                   | Luta Intergender                                                              | 4:45  |
| 7                                           | Roman Reigns (c) (com Paul Heyman) derrotou Daniel Bryan                           | Luta individual pelo WWE Universal Championship Edge foi o enforcer especial. | 30:00 |
| (c) – Refere-se aos campeões antes da luta. |                                                                                    |                                                                               |       |